# Clube Atlético Itajaí
O Clube Atlético Itajaí foi um clube brasileiro de futebol da cidade de Itajaí, no estado de Santa Catarina. Fundado em 20 de abril de 2016, suas cores eram azul, amarelo, vermelho e branco.
O time foi fundado no dia 20 de abril de 2016 na cidade de Itajaí e teve como seu primeiro presidente Fabio Bartelt. Em 29 de março de 2017, o clube anunciou que desistiu de participar do Campeonato Catarinense da Série B de 2017, sendo substituído pelo Fluminense de Joinville, vice-campeão da Série C em 2016. Voltou a ativa no ano de 2018 participando do Campeonato Catarinense - Série C ficando com o vice-campeonato.
No dia 24 de abril de 2023, o Atlético Itajaí encerrou suas atividades alegando problemas de saúde do presidente Willian Santos, a dificuldade de gestão do clube e problemas financeiros.

## Títulos
| ESTADUAIS | ESTADUAIS                        | ESTADUAIS | ESTADUAIS  |
|           | Competição                       | Títulos   | Temporadas |
| --------- | -------------------------------- | --------- | ---------- |
|           | Campeonato Catarinense - Série C | 1         | 2016       |

- Vice-Campeão do Campeonato Catarinense - Série C: 2018 e 2019

## Estatísticas

### Participações
|  | Participações em 2022 |

| Competição     | Competição | Temporadas | Melhor campanha | Estreia | Última | P | R |
| Santa Catarina | Série C    | 6          | Campeão (2016)  | 2016    | 2022   | – |   |